# Severino Tibi
Severino Tibi (Crova, 1904 – Biella, 11 settembre 1977) è stato un calciatore italiano, di ruolo attaccante.

## Carriera
Nato a Crova nel 1904, dal 1922 milita nella Biellese. Con la Biellese disputa 12 gare nel campionato di Divisione Nazionale 1928-1929 e 25 gare nella Serie B 1929-1930. Si spegne all'ospedale di Biella domenica 11 settembre 1977.